# جاگدستافل ۲
جاستا ۲ (با نام کامل Jagdstaffel Zwei که با نان Jasta Boelcke نیز شناخته می‌شود) یکی از شناخته‌شده‌ترین اسکادرانهای نیروی هوایی آلمان در جنگ جهانی اول بود. اولین افسر فرمانده آن، اسوالد بولکه بود که به عنوان یک تاکتیک‌دان و متخصص رزم شناخته می‌شود.